# Nasiennictwo
Nasiennictwo – dział produkcji roślinnej mający za zadanie wytworzenie materiału siewnego do dalszego rozmnażania, lub zespół form organizacyjnych mających na celu hodowlę roślin uprawnych.

## Zakres nasiennictwa roślin uprawnych
Do zakresu nasiennictwa należy:
- hodowla roślin;
- odmianoznawstwo;
- ocena odmian;
- produkcja odmian;
- kwalifikacja materiału nasiennego.

## Stosowanie kwalifikowanego materiału siewnego
Stosowanie kwalifikowanego materiału siewnego wynika z właściwości roślin do tracenia swojego potencjału plonotwórczego. Uszlachetnianie materiału siewnego związane jest z jego doskonaleniem przy wykorzystaniu najnowszych technologii stosowanych zarówno w procesie produkcji polowej, jak również przy dalszym czyszczeniu i zaprawianiu nasion. Każdy etap wytwarzania najwyżej kwalifikowanego materiału siewnego roślin uprawnych wymaga spełnienia wielu warunków i wykonania specjalistycznych prac. 
Wyjściowy materiał siewny pozyskuje się w stacjach hodowli zachowawczej. Produkują one lub rozmnażają materiał mateczny oraz super elity, które przekazują z kolei do gospodarstw nasiennych z zadaniem wytwarzania dalszych odsiewów. W zależności od współczynnika rozmnażania różne gatunki roślin wytwarzają materiał o zmiennej liczbie stopni kwalifikacji. W przypadku zbóż gospodarstwa nasienne z uzyskanych superelit wytwarzają elity, oryginały i I odsiew. W przypadku ziemniaków z uzyskanych superelit powstaje elita a następnie sadzeniaki klasy A i B.

## Nasiennictwo w Polsce

### Regulacje dotyczące obowiązku wymiany materiału siewnego z 1961 r.
Ustawą z 1961 r. o hodowli roślin i nasiennictwa wprowadzono obowiązek planowego odnawiania materiału siewnego we wszystkich gospodarstwach rolnych przez stosowanie kwalifikowanego materiału siewnego na zasadach i w zakresie określonym przez Ministra Rolnictwa.
Rozporządzeniem Ministra Rolnictwa z 1968 r. wprowadzono w obowiązek planowego odnawiania materiału siewnego w gospodarstwach rolnych w zakresie zbóż i ziemniaków. Obowiązkiem zostały objęte gospodarstwa indywidualne, państwowe gospodarstwa rolne oraz rolnicze spółdzielnie produkcyjne. Za przygotowanie kwalifikowanego materiału siewnego odpowiedzialne były gospodarstwa reprodukcyjne i gospodarstwa nasienne. Decyzje w sprawie obowiązku planowego odnawiania materiału siewnego wydawało biuro gromadzkiej rady narodowej.

### Prawa i obowiązki hodowców roślin uprawnych
W celu zaspokajania potrzeb gospodarki w zakresie biologicznych środków produkcji oraz umożliwianie rolnikom powszechnego stosowania dobrego materiału siewnego przyjęto w 1987 r. ustawę o nasiennictwie, która regulowała:
- hodowlę i ocenę odmian roślin uprawnych;
- prawa i obowiązki hodowców odmian roślin uprawnych oraz prawa autorów odmian oryginalnych i osób prowadzących hodowlę odmian;
- wytwarzanie, stosowanie, obrót, ocenę i kontrolę materiału siewnego.

Oryginalne odmiany i selekcjonowane odmiany wpisywano do odpowiedniego rejestru, który prowadził Centralny Ośrodek Badania Odmian Roślin Uprawnych. Materiał siewny zgłoszony do uznania za sprawdzony podlegał ocenie polowej oraz laboratoryjnej.
Mocą ustawy z 1987 r. powołano Inspekcję Nasienną, która za zadanie miała:
- uznanie materiału siewnego za kwalifikowany;
- kontrolę przestrzegania ustawy i przepisów dotyczących wytwarzania, obrotu i oceny materiału siewnego.

Organami Inspekcji Nasiennej były Centralny Inspektor Inspekcji Nasiennej oraz okręgowe inspektoraty Inspekcji Nasiennej. 

### Rozwój nasiennictwa w świetle ustawy o nasiennictwie z 2003 r.
W 2003 r. przyjęto ustawę o nasiennictwie, która regulowała:
- rejestrację odmian roślin uprawnych oraz innych gatunków roślin uprawnych, których materiał siewny będzie używany do uszlachetniania gatunków;
- wytwarzania, ocenę oraz obrót i kontrolę materiału siewnego gatunków odmian roślin uprawnych oraz gatunków odmian roślin uprawnych użytkowanych jako rośliny ozdobne.

Przy wytwarzaniu materiału siewnego należało zapewnić:
- utrzymanie tożsamości i czystości odmianowej;
- ochronę przed porażeniem chorobami i szkodnikami roślin, przenoszonymi przez materiał siewny;
- uzyskanie materiału siewnego o odpowiedniej dla poszczególnych gatunków i odmian jakości;
- odpowiednią zdolności kiełkowania, czystości i wielkości zanieczyszczeń, tożsamość gatunkową i odmianową oraz zdrowotność: – o cechach zewnętrznych odpowiednich dla określonych gatunków i grup roślin;
- wystarczającą do oceny wielkości partii materiału  siewnego.

### Nowelizacja ustawy o nasiennictwie z 2012 r.
W ustawie o nasiennictwie z 2012 r. dokonano implementacji aktów prawnych Unii Europejskiej w zakresie:
- dyrektywy Rady 2008/90/WE z dnia 29 września 2008 r. w sprawie obrotu materiałem siewnym;
- rozporządzenia Komisji (WE) nr 637/2009 z dnia 22 lipca 2009 r. ustanawiające reguły wykonawcze co do nazewnictwa odmian gatunków roślin rolniczych i warzywnych;
- dyrektywy Komisji 2009/145/WE z dnia 26 listopada 2009 r. przewidującej pewne odstępstwa w odniesieniu do zatwierdzenia populacji miejscowych odmian warzyw tradycyjnych.

W ustawie 2012 r. pojęcie materiału siewnego obejmuje:
- materiał siewny roślin rolniczych;
- materiał siewny roślin warzywnych;
- materiał szkółkarski;
- materiał rozmnożeniowy i nasadzeniowy roślin ozdobnych.